# Bonisa nakaza
Bonisa nakaza is een slakkensoort uit de familie van de Janolidae. De wetenschappelijke naam van de soort werd in 1981 gepubliceerd door Gosliner.

## Beschrijving
Deze tot 8 cm grote zeenaaktslak is felgekleurd en opvallend getekend met kleurige aanhangsels (papillae) op de rug. De soort komt voor op riffen bij zuidelijk Afrika.